# Gare de Guérard - La Celle-sur-Morin
La gare de Guérard - La Celle-sur-Morin est une gare ferroviaire française de la ligne de Gretz-Armainvilliers à Sézanne, située sur le territoire de la commune de Guérard, à l'ouest de La Celle-sur-Morin, dans le département de Seine-et-Marne, en région Île-de-France.
Elle est mise en service en 1863 par la compagnie des chemins de fer de l'Est.
C'est une halte voyageurs de la Société nationale des chemins de fer français (SNCF), desservie par les trains de la ligne P du Transilien.

## Situation ferroviaire
Établie à 109 m d'altitude, la gare de Guérard - La Celle-sur-Morin est située au point kilométrique (PK) 61,167 de la ligne de Gretz-Armainvilliers à Sézanne, entre les gares ouvertes de Mortcerf et de Faremoutiers - Pommeuse.

## Histoire
Le 2 février 1861, la compagnie des chemins de fer de l'Est, met en service le premier tronçon, jusqu'à la gare de Mortcerf, de sa future ligne de Gretz à Sézanne. La mise en service du tronçon suivant, de Mortcerf à Coulommiers sur lequel se trouve la gare de Guérard, va être plusieurs fois reportée du fait de sols de mauvaises qualités, provoquant notamment des éboulis dans les tranchées. La mise en service commercial, ainsi qu'une petite inauguration, eut finalement lieu le 2 avril 1863. 
Vers la fin des années 1980, la SNCF supprime le personnel permanent de la gare, installe un distributeur de titres de transports et ferme le bâtiment voyageurs. Le 19 mai 1990, à la demande des élus, la SNCF accepte la réouverture de la salle d'attente du bâtiment. Le 13 décembre 2009, la ligne P du Transilien est mise en horaires cadencés y compris pour les trains qui desservent Guérard, puisque la navette s'arrêtant à Tournan est supprimée et remplacée par un trajet jusqu'à la gare de Paris-Est.
En 2019, selon les estimations de la SNCF, la fréquentation annuelle de la gare est de 88 140 voyageurs.

## Service des voyageurs

### Accueil
Halte SNCF, c'est un point d'arrêt non géré (PANG) à accès libre. Son équipement comporte, notamment, des abris de quais, une passerelle permettant un accès aux quais sécurisé par un passage au-dessus des voies, des panneaux d'informations et un automate pour les titres de transport Transilien. 

### Desserte
Guérard - La Celle-sur-Morin est desservie par les trains de la ligne P du Transilien (réseau Paris-Est).

### Intermodalité
Un parc pour les vélos et un parking pour les véhicules y sont aménagés.
La gare est desservie par les lignes 31A et 38 du réseau de bus Brie et 2 Morin.

Installations et desserte
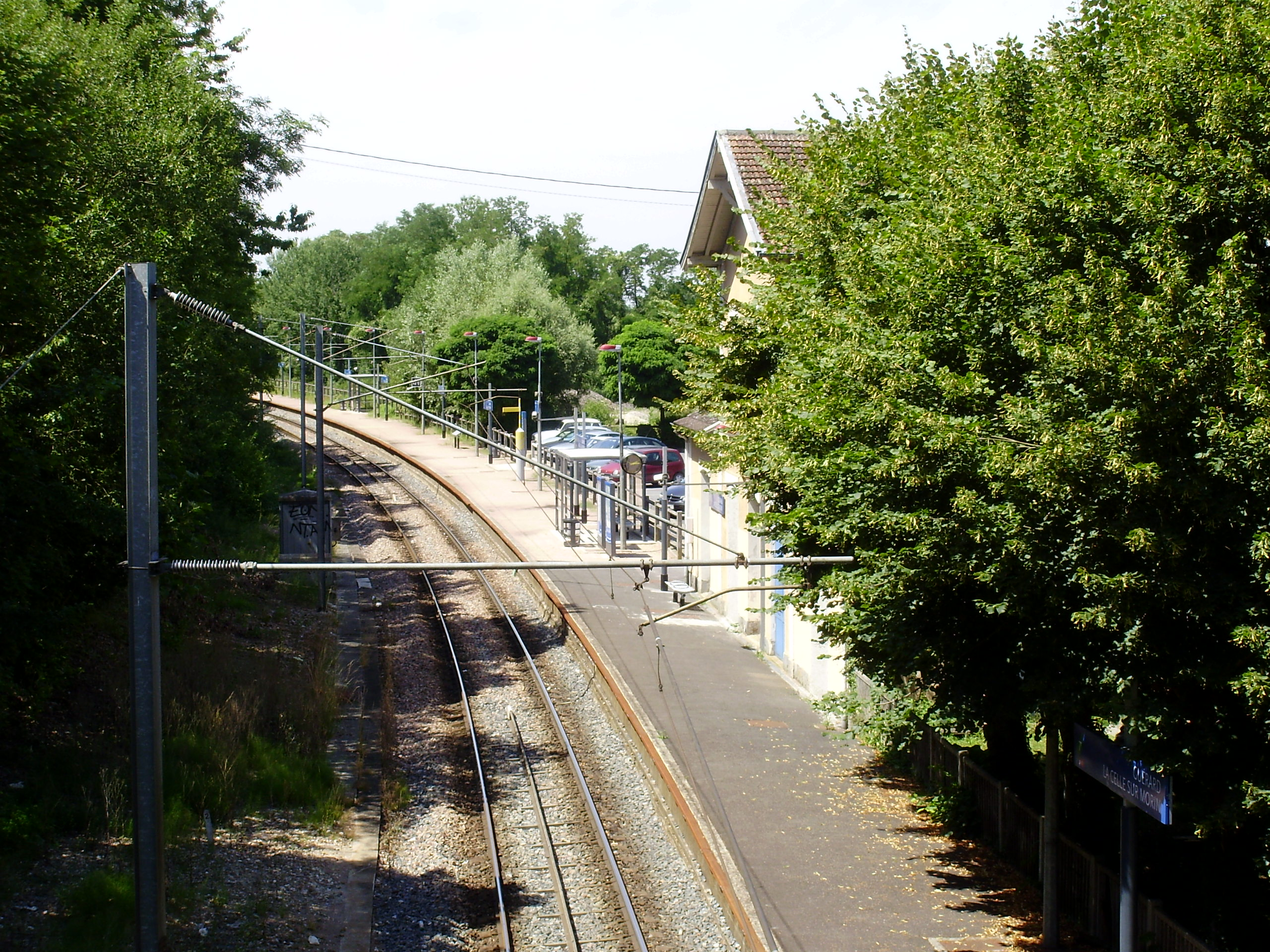
Vue, direction Paris.
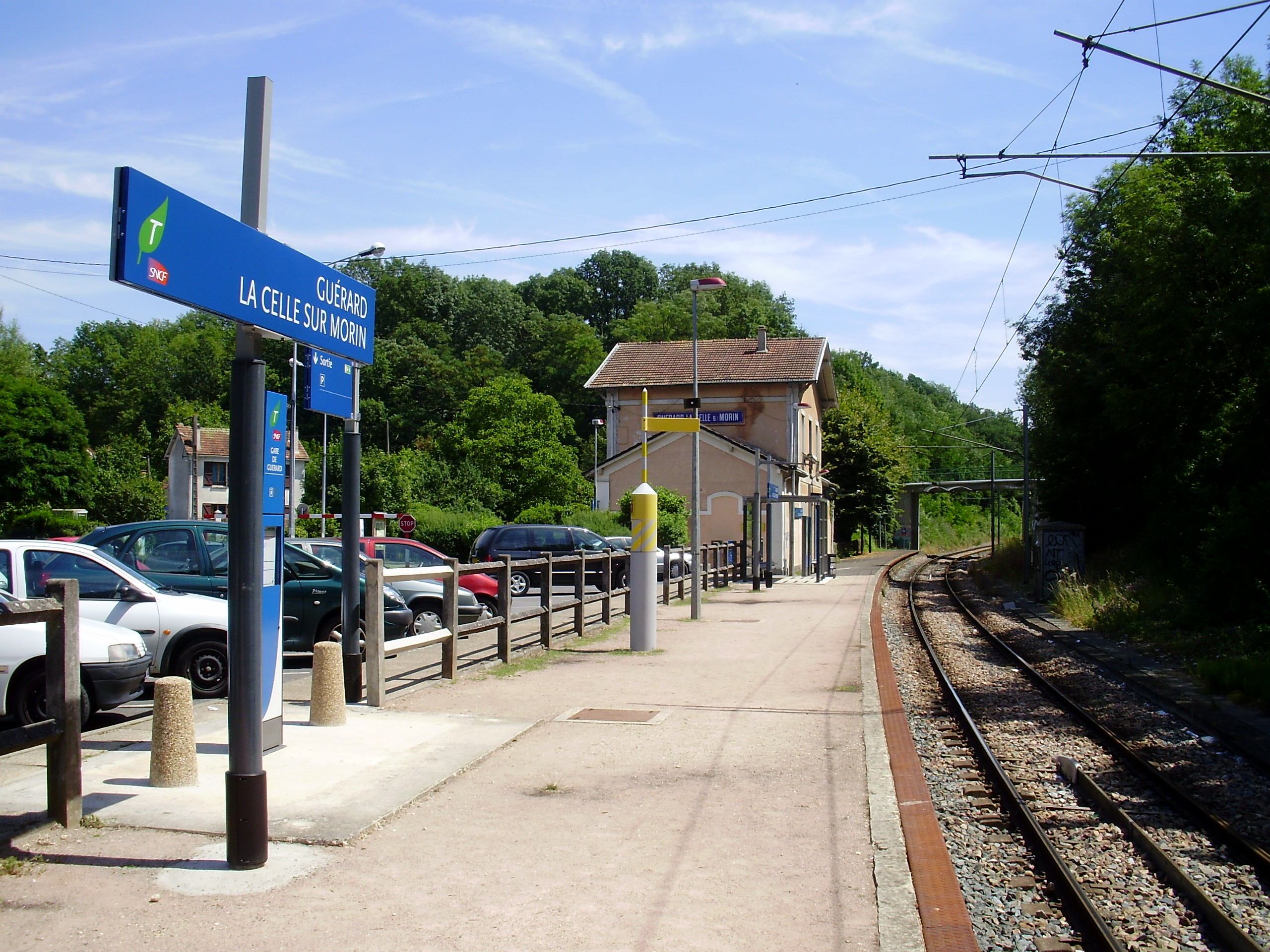
Vue, direction Coulommiers.
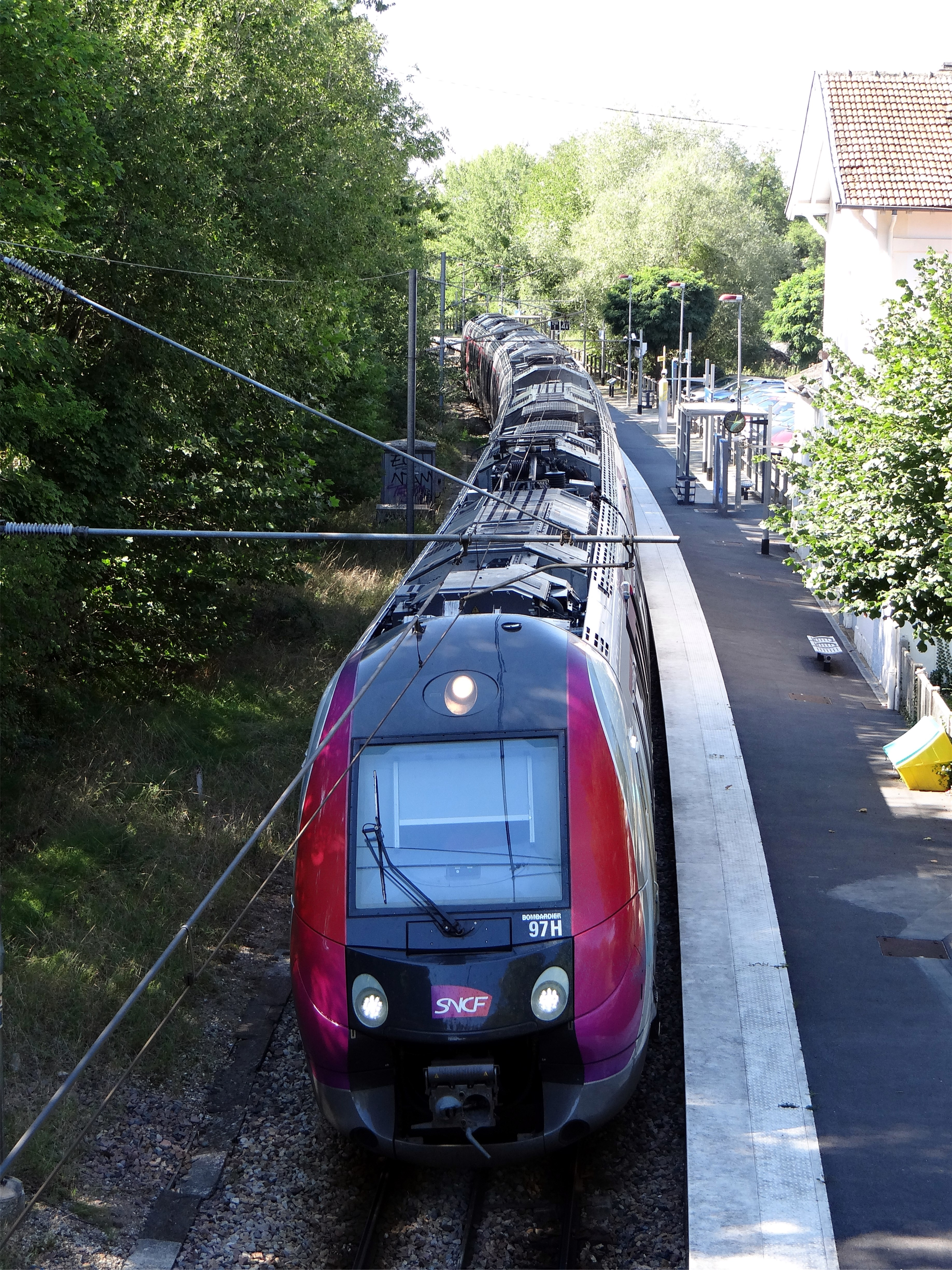
Desserte.

## Patrimoine ferroviaire
L'ancien bâtiment voyageurs, fermé au service ferroviaire, est toujours présent.

### Iconographie
Cartes postales anciennes du début des années 1900.
- Guérard - La Gare intérieure, sans indications autres
- Guérard (S. et M.) - La Gare, édit Fargheon, avant 1911
- Guérard - La Gare, 1686, Phototypie A. Rep et Filliette, Château-Thierry